# Дін Філліпс
Дін Бенсон Філліпс  (англ. Dean Benson Phillips; народився 20 січня 1969)  — американський бізнесмен і політик, який обіймає посаду члена Палати представників США від 3-го конгресового округу штату Мінесота з 2019 року  Округ Філліпса охоплює західні передмістя Міст Близнюків, таких як Блумінгтон, Міннетонка, Едіна, Мейпл-Гроув, Плімут і Іден-Прері. Будучи членом Демократичної партії, Філліпс володів кількома компаніями та заснував їх, а також був президентом і генеральним директором сімейного лікеро-горілчаного бізнесу Phillips Distilling Company. Він колишній співвласник Talenti gelato і співвласник Penny's Coffee.
Вперше обраний у 2018 році, Філліпс переміг Еріка Полсена, який був членом Палати представників від цього округу від Республіканської партії, шість термінів поспіль. Здобувши колись непохитний республіканський округ, він став першим демократом, який отримав там місце з 1958 року. Відтоді його двічі переобирали. Філліпс вважається центристом і поміркованим демократом. Філліпс є одним із найбагатших членів Конгресу зі статками 77 мільйонів доларів у 2018 році. У 2023 році він оголосив про свій намір кинути виклик чинному президенту Джо Байдену за висування від Демократичної партії на президентських виборах 2024 року.

## Ранні роки, освіта та кар'єра
Філліпс народився в родині ДіДі (до шлюбу Коен) і Арті Пфеферів у Сент-Полі, штат Міннесота, у 1969 році  Арті загинув під час війни у В'єтнамі, коли Філіпсу було шість місяців. Пізніше Ді Ді одружилася з Едді Філліпсом, спадкоємцем Phillips Distilling Company і сином консультанта Полін Філліпс.
На початку 1970-х Філліпс переїхав із Сент-Пола до Едіни. Він відвідував школу Блейка.
Філліпс закінчив Браунський унверситет в 1991 році і є членом братства Sigma Chi. Два роки він працював у компанії InMotion з виробництва велосипедного обладнання та одягу, а потім приєднався до корпоративного офісу сімейної компанії. Пізніше він отримав ступінь магістра ділового адміністрування в Школі менеджменту Карлсона при Університеті Міннесоти в 2000 році. Після закінчення навчання він був призначений президентом і генеральним директором сімейної організації Phillips Distilling Company.
Філліпс працював президентом і генеральним директором компанії з 2000 по 2012 рік. Потім він відійшов, щоб керувати однією зі своїх інших корпоративних інвестицій, Talenti gelato, доки вона не була продана за нерозголошену суму компанії Unilever у 2014 році  З 2016 року він є засновником і власником Penny's Coffee, мережі кав'ярень з двома локаціями в столичному районі Міст Близнюків станом на 2022 рік 

## Палата представників США

### Вибори

#### 2018 рік

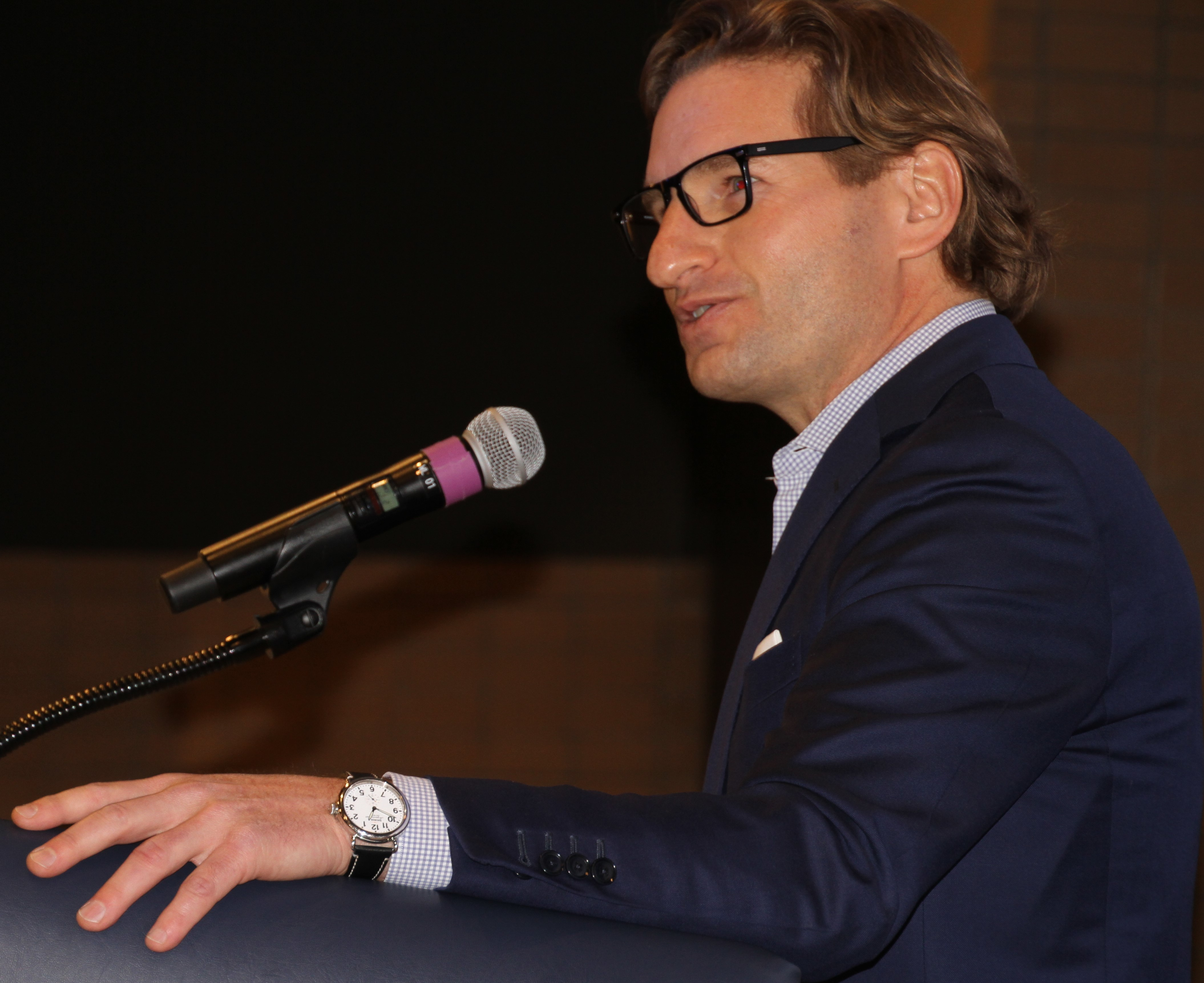
Філліпс виступає перед Центральним комітетом Демократичної-фермерської-лейбористської партії (мінесотської філії Демпартії США) в 2018 році

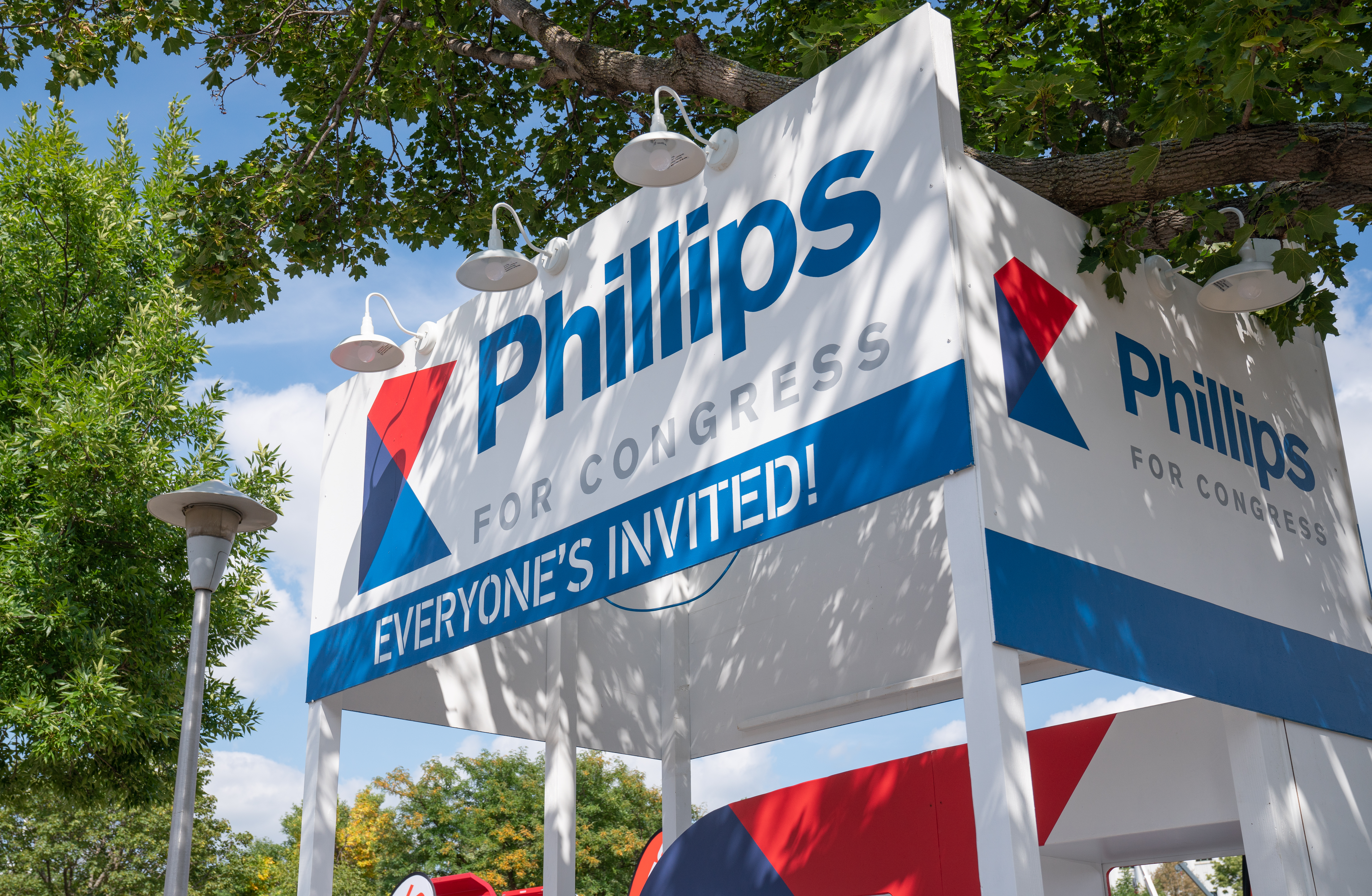
Передвиборчий стенд на виборах Ден Філіпса до Конгресу США на ярмарку штату Міннесота

У 2018 році Філліпс балотувався до Палати представників США у 3-му конгресовому окрузі як демократ. На первинних виборах Демократичної партії він переміг колишнього торгового консультанта Коула Янга, набравши 81,6% голосів. Філліпс виграв усі три округи (адмістративно-територіальні одиниці) виборчого округу.
На основних виборах Філліпс переміг чинного республіканця Еріка Полсена, набравши 55,6% голосів. Коли він вступив на посаду в 2019 році, він став першим демократом, який посів це місце з 1961 року.

#### 2020 рік
Філліпс балотувався на переобрання у 2020 році. Він переміг Коула Янга на праймеріз від Демократичної партії з 90,7% голосів  і зіткнувся з кандидатом від Республіканської партії, бізнесменом Кендаллом Куоллом. Філліпс переміг Куолса, набравши 55,6% голосів.

#### 2022 рік
Філліпс не мав жодного противника на праймеріз Демократичної партії. На загальних виборах він переміг кандидата від республіканців, офіцера підводного човна ВМС США у відставці Тома Вейлера, набравши 60% голосів.

### Перебування на посаді члена Палати Представників США
За даними системи відстеження голосування конгресменів від FiveThirtyEight на ABC News, Філліпс у 100% випадків голосував за заявлені позиції президента Джо Байдена щодо державної політики , що зробило його більш ліберальним, ніж у середньому члени 117-го скликання Конгресу США. На початку його першого терміну в 2019 році Школа публічної політики Маккорта при Джорджтаунському університеті поставила його на 27 місце з 435 членів щодо частоти участі у таких голосуваннях, коли однаково голосує більшість Демократів і Республіканців одночасно.

## Президентська кампанія 2024 року
У липні 2023 року Філліпс заявив, що розглядає можливість кинути виклик президенту Джо Байдену на президентських праймеріз демократів у 2024 році. У жовтні 2023 року він оголосив, що залишить посаду співголови Комітету Палати представників з питань демократичної політики та комунікацій, оскільки його погляди на президентські перегони 2024 року не збігаються з більшістю членів його фракції. 27 жовтня в Конкорді, Нью-Гемпшир, він оголосив, що балотуватиметься на пост президента  після того, як напередодні офіційно подав документи до Федеральної виборчої комісії.

## Особисте життя
Філліпс одружений і має двох дочок від попереднього шлюбу. Він єврей  і був відзначений міннесотським виданням The American Jewish World за те, що служив у правлінні <a href="https://en.wikipedia.org/wiki/Temple_Israel_(Minneapolis)" rel="mw:ExtLink" title="Temple Israel (Minneapolis)" class="cx-link" data-linkid="408">Temple Israel</a> у Міннеаполісі.
Мачуха Філліпса по батьківській лінії, Полін Філліпс, була автором колонки порад «Дорогенька Еббі» під псевдонімом Ебігейл Ван Бюрен.